# Алиев, Нариман Ридванович
Нарима́н Ридва́нович Али́ев (укр. Наріма́н Рідьва́нович Алі́єв, крымскотат. Nariman Ridvan oğlu ALiyev; род. 15 декабря 1992 года, Петровка, АР Крым, Украина) — украинский кинорежиссёр и сценарист. Лауреат украинской премии Киноколо 2019 года (лучший режиссёр, лучший фильм).
Заслуженный деятель искусств Украины (2020).

## Биография
Нариман Алиев родился в селе Петровка Красногвардейского района, АР Крым в 1992 году.
В 2009 году окончил Петровскую ООШ I—III ступеней № 1.
В 2013 году получил диплом бакалавра по режиссуре телевидения и кино в ЧВУЗ «Институт экрана искусств». 

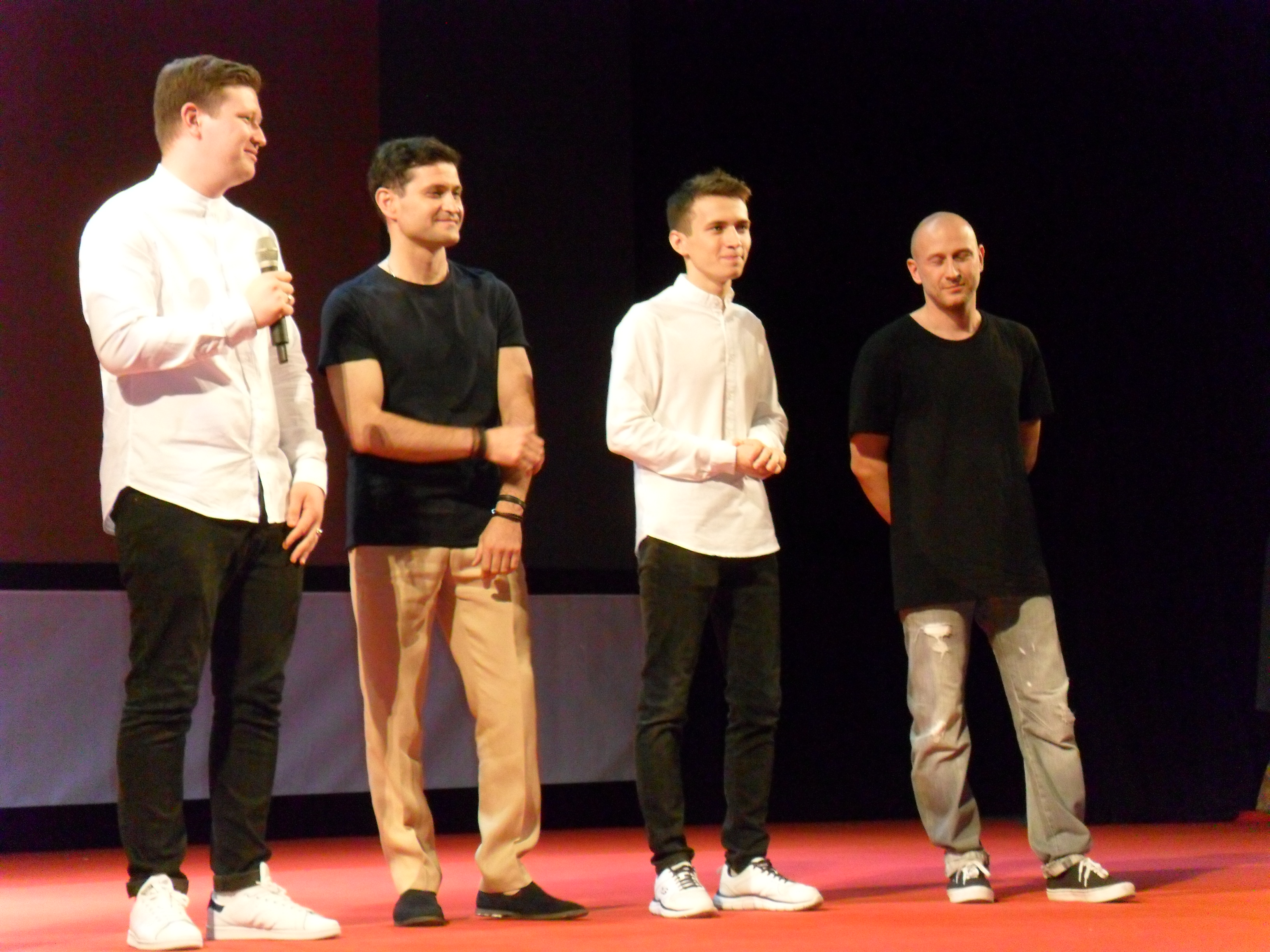
Нариман Алиев (первый слева), Ахтем Сеитаблаев, Ремзи Билялов и Владимир Яценко во время презентации фильма «Домой» на 10-м Одесском МКФ 14.07.2019

В 2014 году получил диплом специалиста по режиссуре телевидения в КНУТКиТ им И. К. Карпенко-Карого.
В 2016 году номинировался на Хрустального медведя Берлинского международного кинофестиваля за свой короткометражный фильм «Без тебя».
Член Украинской киноакадемии с 2017 года.
Член Европейской киноакадемии с 2019 года.
Член Общественного совета Украинского оскаровского комитета с 2019 года.

Дебютный полнометражный фильм Наримана Алиева «Домой» (2019) было отобрано конкурсной программы «Особый взгляд» 72-го Каннского международного кинофестиваля.
в 2020 году начал работу над фильмом «Трумф», который, как он утверждает будет не так эпичен как фильм «Домой».

## Фильмография
- 2013 — «Вернуться с рассветом» (крым. Tan Atqanda Qaytmaq) — режиссёр, сценарист, оператор, монтаж, продюсер
- 2013 — «Дима» — оператор, монтаж
- 2014 — «Тебя Люблю» (крым. Seni Sevem) — режиссёр, сценарист, оператор, монтаж, продюсер
- 2014 — «Черный» (азер. Qara) — монтаж
- 2014 — «Сын» — оператор
- 2016 — «Без Тебя» (крым. Sensiz) — режиссёр, сценарист, оператор, монтаж, продюсер
- 2019 — «Домой» — режиссёр, сценарист

## Интересные факты
- В своих короткометражниих фильмах работал только с непрофессиональными актёрами, подавляющее количество которых являются родственниками режиссёра[9].
- Родители Ридьван Алиев и Гульжиян Алиева также являются продюсерами всех короткометражниих лент режиссёра[10].
- Три короткометражных фильма режиссёра «Вернуться с рассветом», «Тебя Люблю» и «Без тебя» являются частями трилогии «Крымские истории»[11].
- Короткометражный фильм «Без тебя» посвящен родному брату режиссёра Ерфану Селимову, погибшего в автокатастрофе в 2010 году[12].
- Сторонник таких режиссёров, как Жан-Люк Годар и Вуди Аллен[9].